# 克里斯蒂娜·内斯比特
克里斯蒂娜·内斯比特（英語：Christine Nesbitt，1985年5月17日—），加拿大女子速度滑冰运动员。她曾代表加拿大获得2010年冬季奥运会速度滑冰比赛女子1000米金牌和2006年团体追逐赛银牌。